# Acer leipoense
Acer leipoense é uma espécie de árvore do gênero Acer, pertencente à família Aceraceae.